# 孫中山大元帥府紀念館
孫中山大元帥府紀念館，位於廣東省廣州市海珠區滨江街道中南社区紡織路東沙街18號，是以全國重點文物保護單位“广州大元帥府舊址”為依托建立的遺址性紀念館。该处旧为孫中山於1917年興建於此地的廣東大元帥府。於2006年5月1日正式對外開放。

## 建築歷史

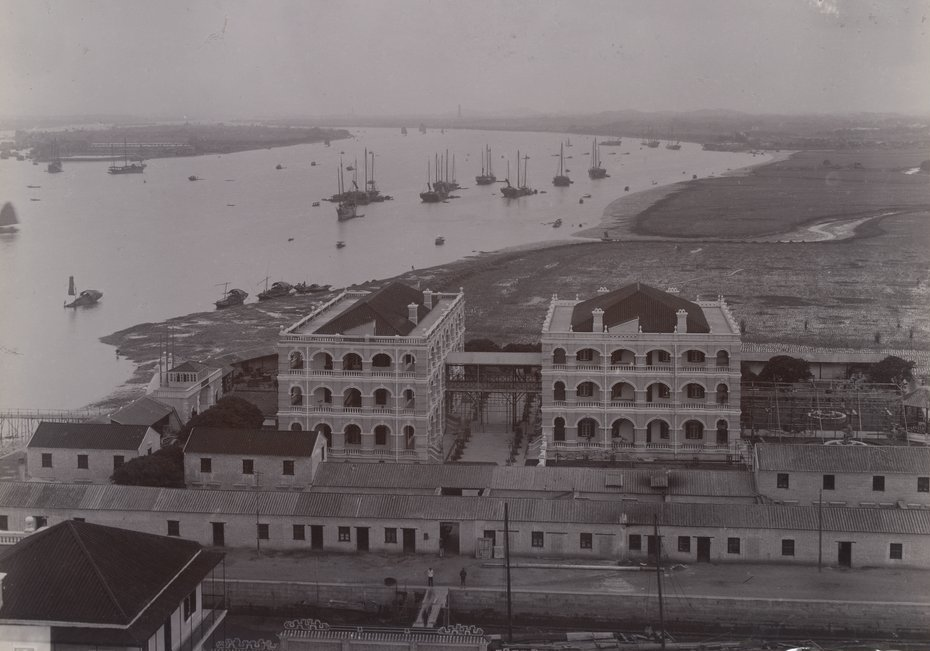
1909年的廣東省城河南士敏土廠，圖中可見當時未修築河堤的珠江較現在寬闊不少，南北大樓有空中走廊相連（走廊後被清拆）。

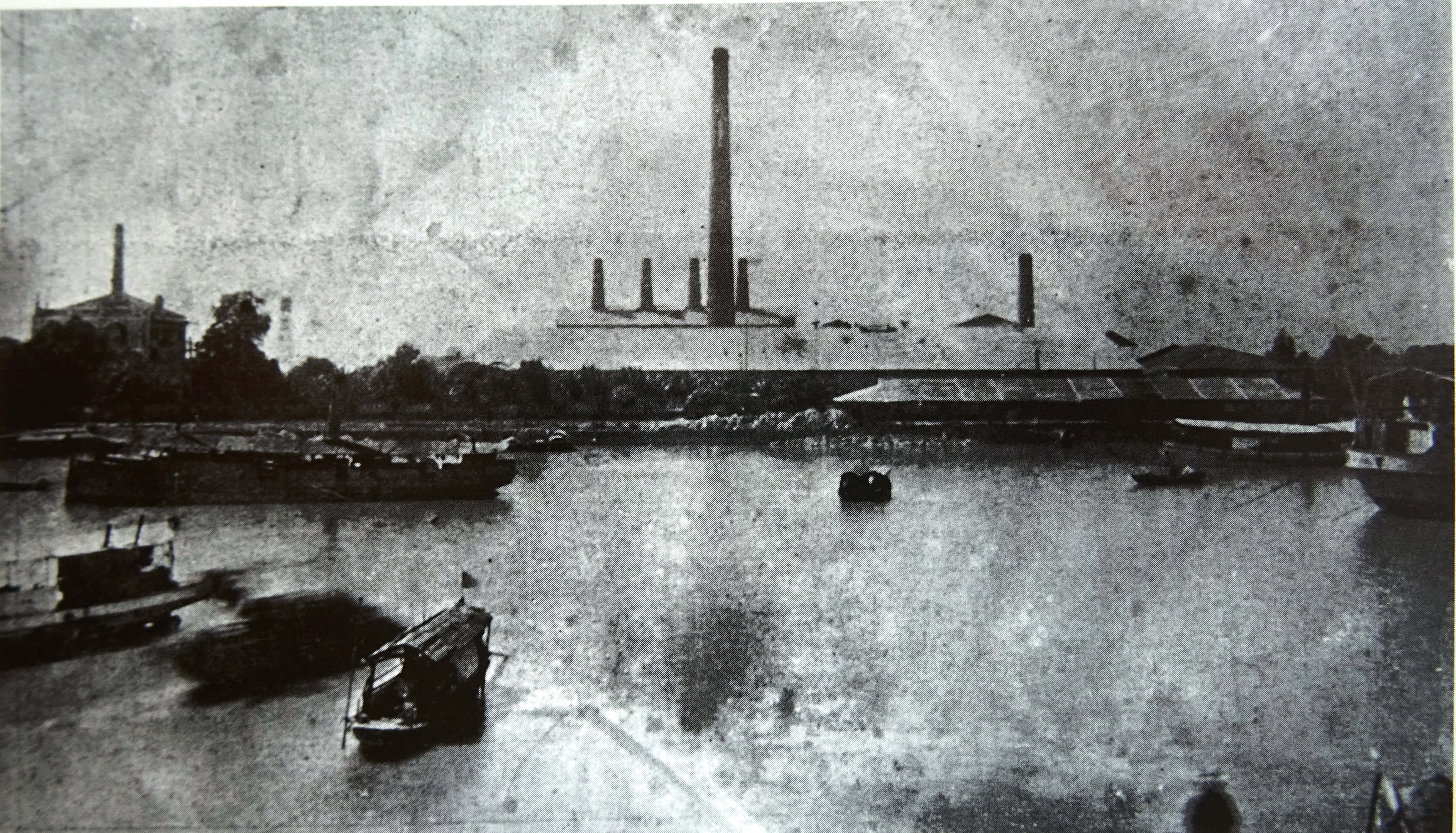
廣東河南士敏土廠全景

### 1949年前

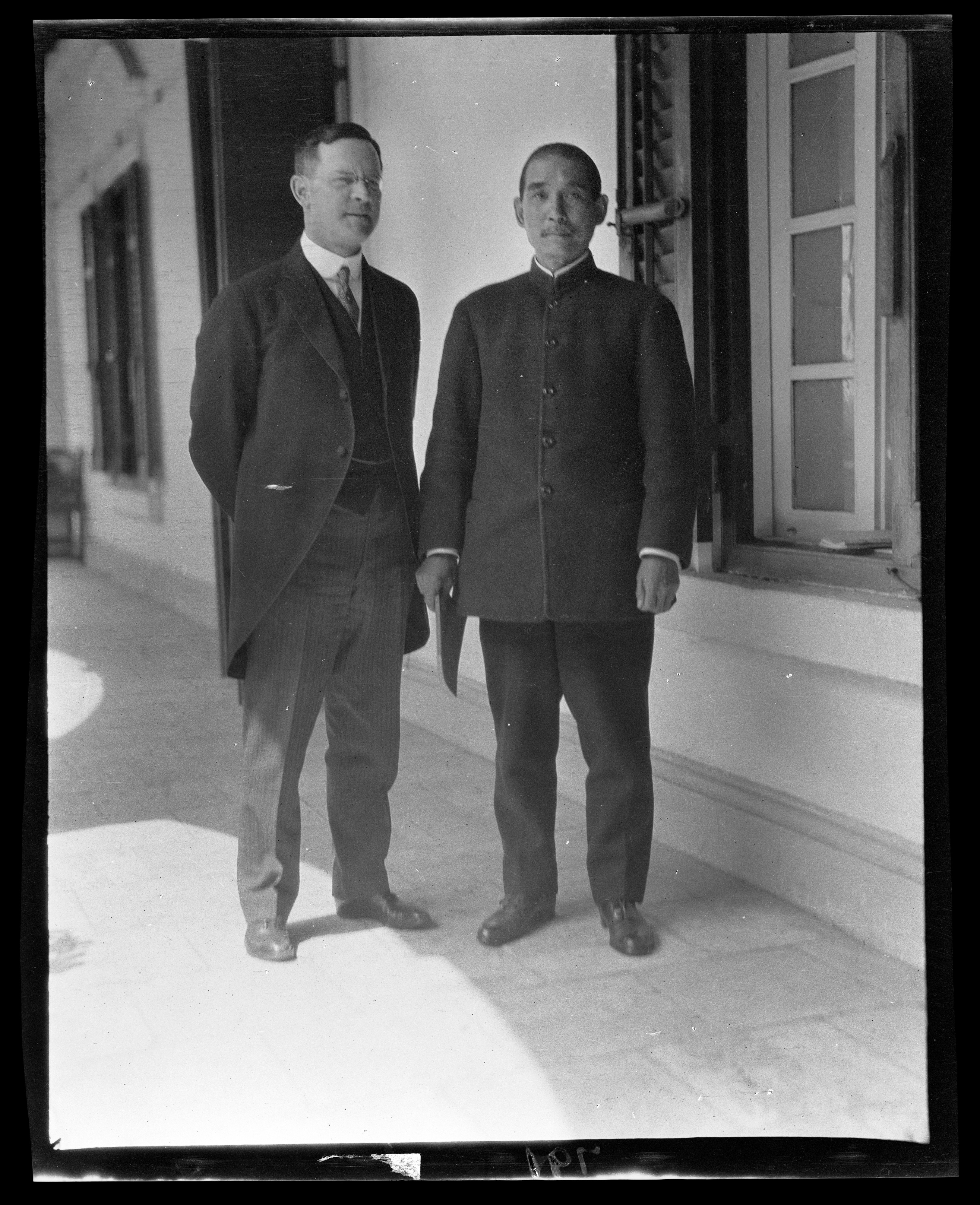
舍伍德·艾迪（G. Sherwood Eddy）和孫中山在大元帥府。

原址前身是廣東河南士敏土（即水泥，是英文「cement」的粤语音译）廠。1905年兩廣總督岑春煊引入德國克虜伯機器設備，籌備建廠。1907年兩廣總督周馥及其隨員劉麟瑞主管興建。1909年工廠落成啟用，是中國當時第二大水泥廠，產量僅次於天津開平水泥廠。大樓由澳洲人Purnell和Paget設計，主體大樓有南北二幢，中間有架空走廊相連，均為三層的意大利式房屋，灰脊瓦面雙坡頂，每層都有券拱式涼廊。
1917年7月，段祺瑞在張勛復辟後計劃「再造共和」，廢除在1913年所選出的國會，孫中山發起「護法運動」，率領部分海軍南下廣州，召開國會非常會議，徵用此地作大元帥府。1918年5月，因被盤踞於廣州的桂系軍閥破壞及干擾，護法運動失敗，孫中山被架空職權，辭去海陸軍大元帥後離開廣州。
1920年，粵系軍事將領陳炯明擊敗盤踞在廣州的舊桂系、滇系軍閥後，孫中山重回廣州，取消軍政府，並於1923年3月在此地建立陸海軍大元帥大本營。大本營建立後不久，先後平定沈鴻英叛亂和東江叛亂，并改組中國國民黨。
1925年3月12日，孫中山逝世。1925年7月，國民政府於廣州正式成立，而大本營也完成其歷史使命。後曾被改建為國父文化教育館兩廣分館、國父紀念館等。

### 1949年后

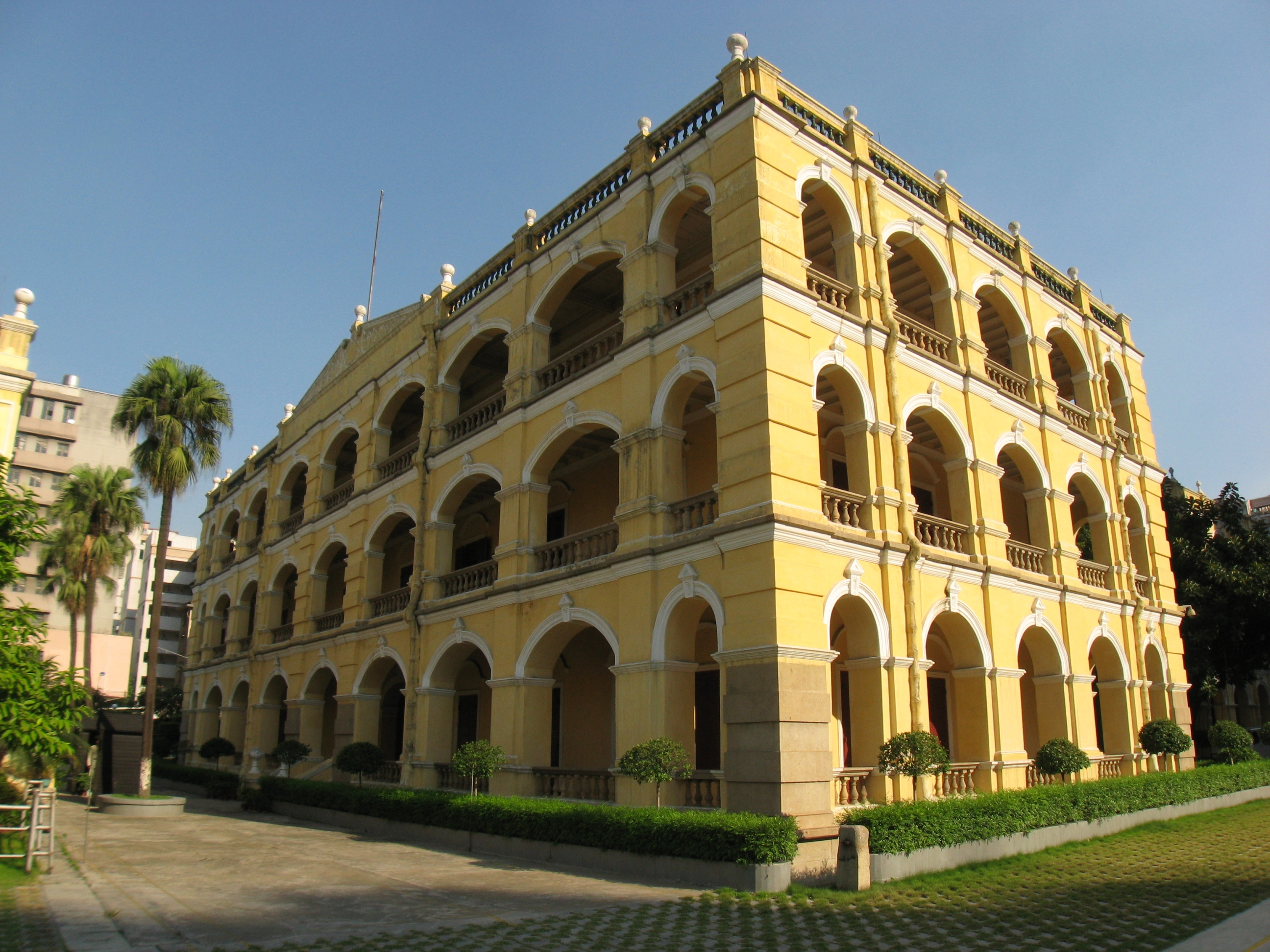
大元帅府内的北主體大樓

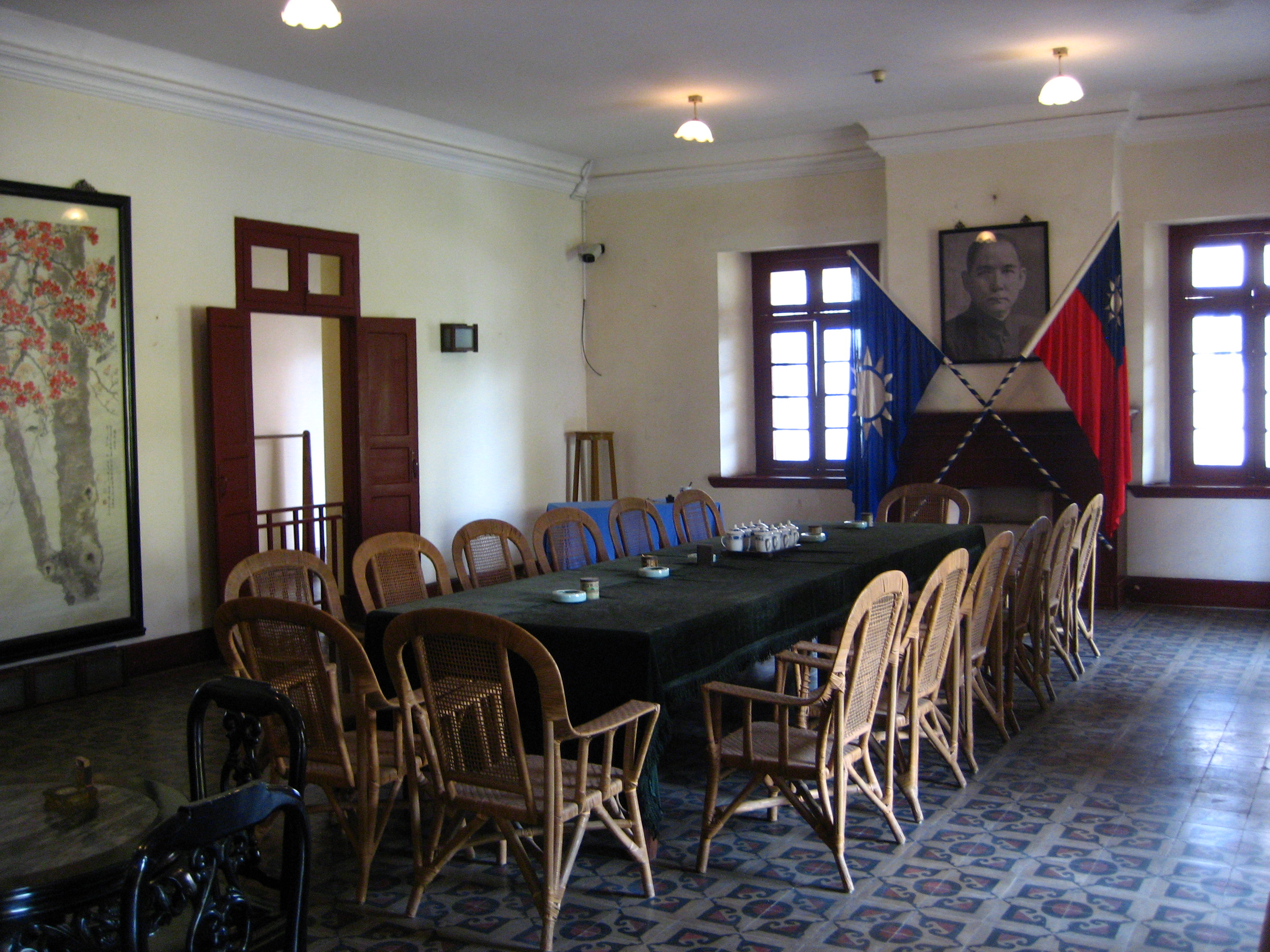
會議室

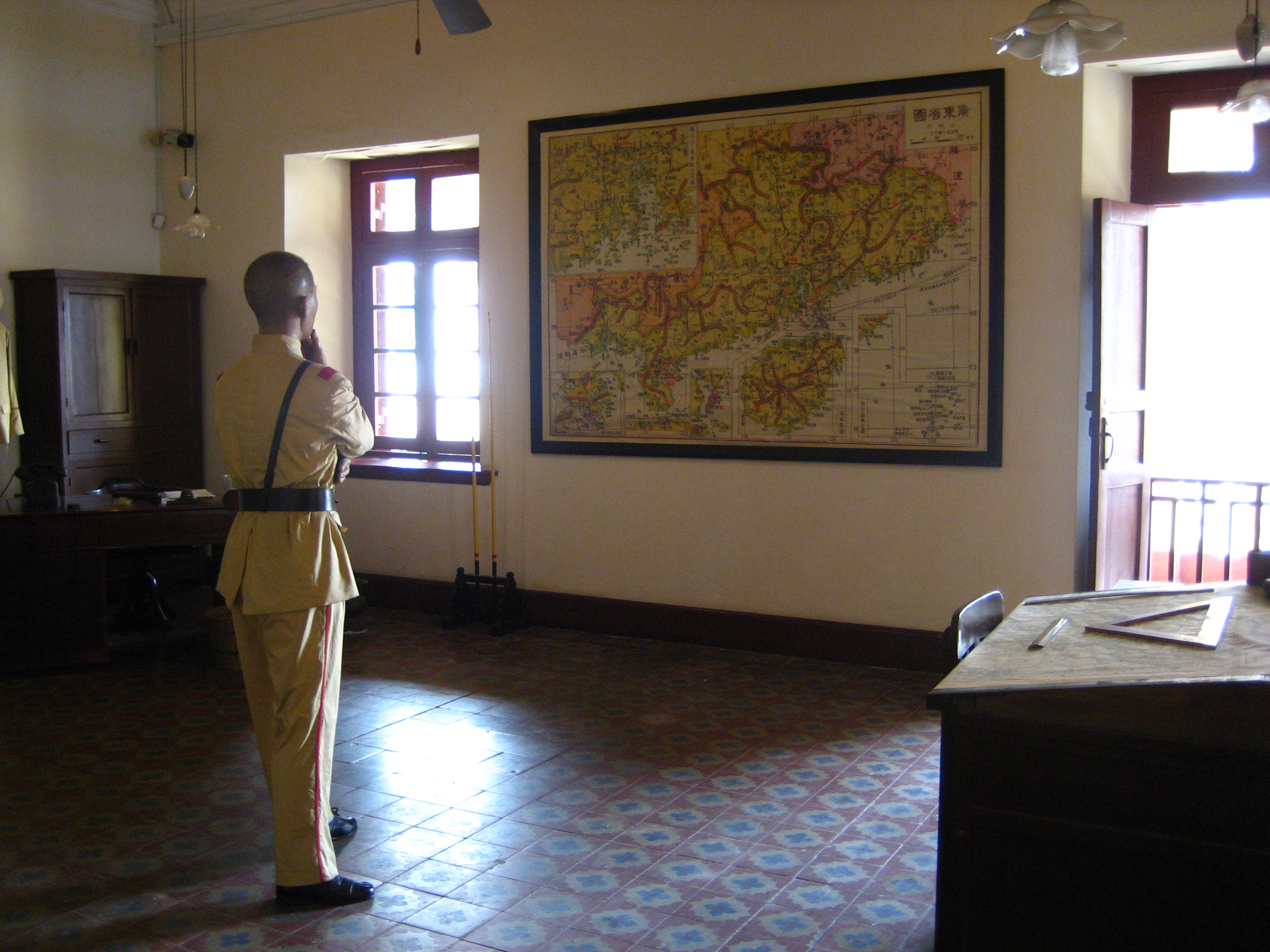
部分房間内放有名人蠟像，圖為蔣中正正面對廣東省地圖思考的蠟像

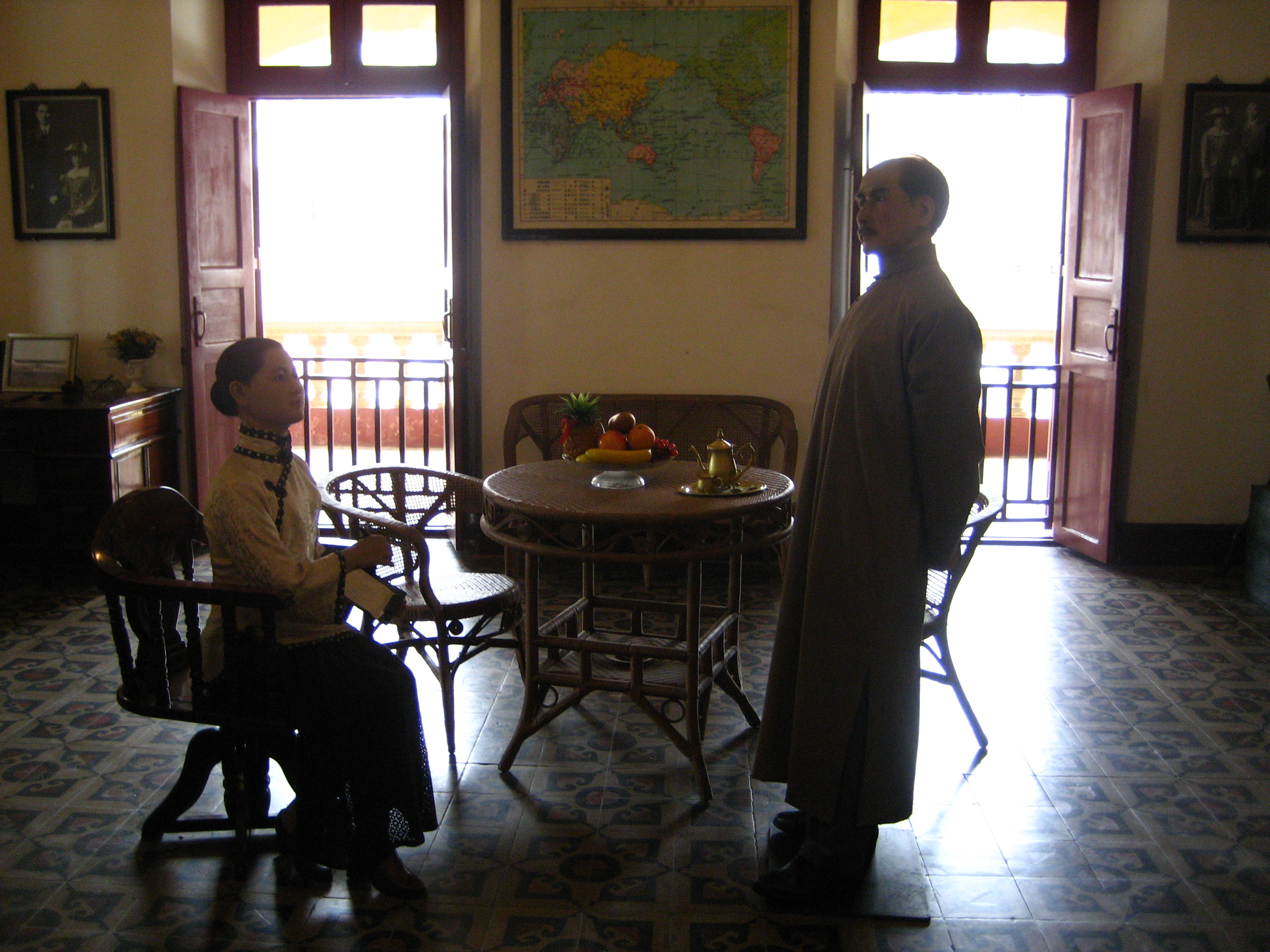
孫中山臥室

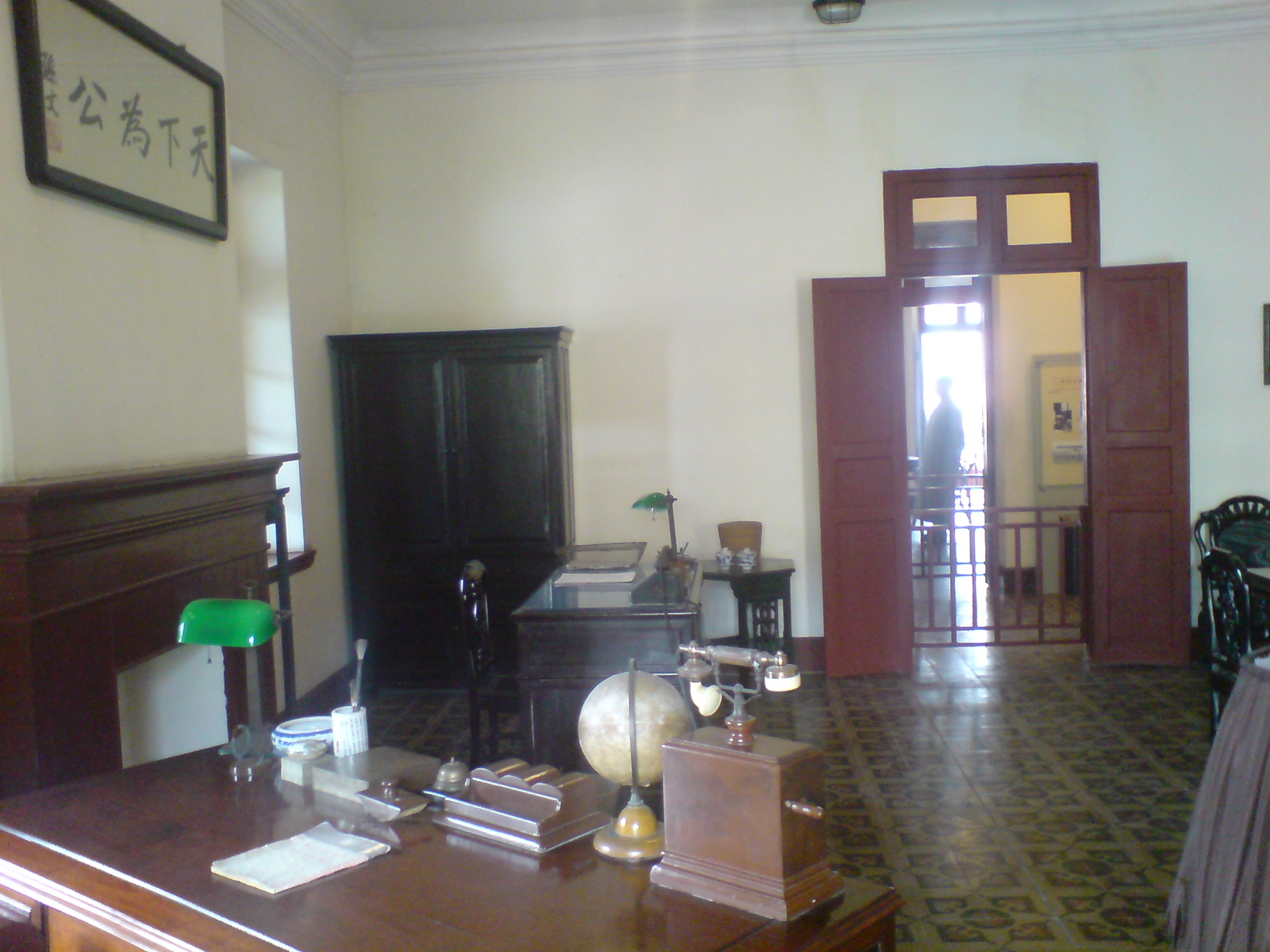
孫中山辦公室

1949年解放軍攻占廣州後，該處先後成為解放軍部隊及廣東省人民政府相關部門的辦公用樓。1964年—1998年，被廣東省農業機械供應公司作為辦公、住宿用樓，并在保護範圍內興建三棟居民宿舍樓。1981年，中國人民政治協商會議廣東省廣州市委員會第五屆第一次會議中首次出现提案，要求儘早維修座落廣州市河南的孫中山先生大元帥府舊址案。1984年，中國人民政治協商會議廣東省廣州市委員會第六屆第二次會議中再次提出类似提案。
1983年8月，孫中山大元帥府舊址被廣州市人民政府確定為廣州市第二批重點文物保護單位。1989年6月，被列为广东省重点文物保护单位。1992年，廣東省農業機械供應公司完成為恢復孫中山大元帥府而搬遷申請的立項報告，同年廣州市人民政府給予批復。1996年11月，孫中山大元帥府舊址被國務院列為全國重點文物保護單位。
1998年10月19日，廣州市人民政府接收孫中山大元帥府舊址，搬遷保護範圍內首期60戶居民，并開始籌建孫中山大元帥府紀念館。1999年—2000年，開始北樓及南樓的整修，期間斥資1500萬元人民幣對原有的六層居民宿舍樓進行搬遷，以復建大元帥府門樓。2001年7月，南樓整修完畢，并舉行“百年帥府”復原陳列展覽，紀念館首次向外開放。2001年12月，北樓整修完畢，并舉行“孫中山三次在廣州建立政權”史料陳列展覽，實現第二期開放。2002年，完成舊址大門樓復原工程，并搬遷第二期保護範圍內70戶居民。2006年5月1日，孫中山大元帥府紀念館正式對外開放。
2010年8月，广州市人民政府为迎接亚运会，清拆了大元帅府周围的危楼和大門口前的江灣橋引橋，新建大元帅府广场，并对纪念馆进行了修整和维护。10月20日，大元帅府重新开放，免费入场。
2012年，廣州市規劃部門決定收回大元帥府附近一幅已出讓的地皮，用於建設6300平方米的孫中山紀念場館，作為大元帥府的配套陳列場地，以解決革命文物因位置不足而無法展出的現狀。 
2024年5月8日，由中国博物馆协会公布为国家一级博物馆。

## 建築特色

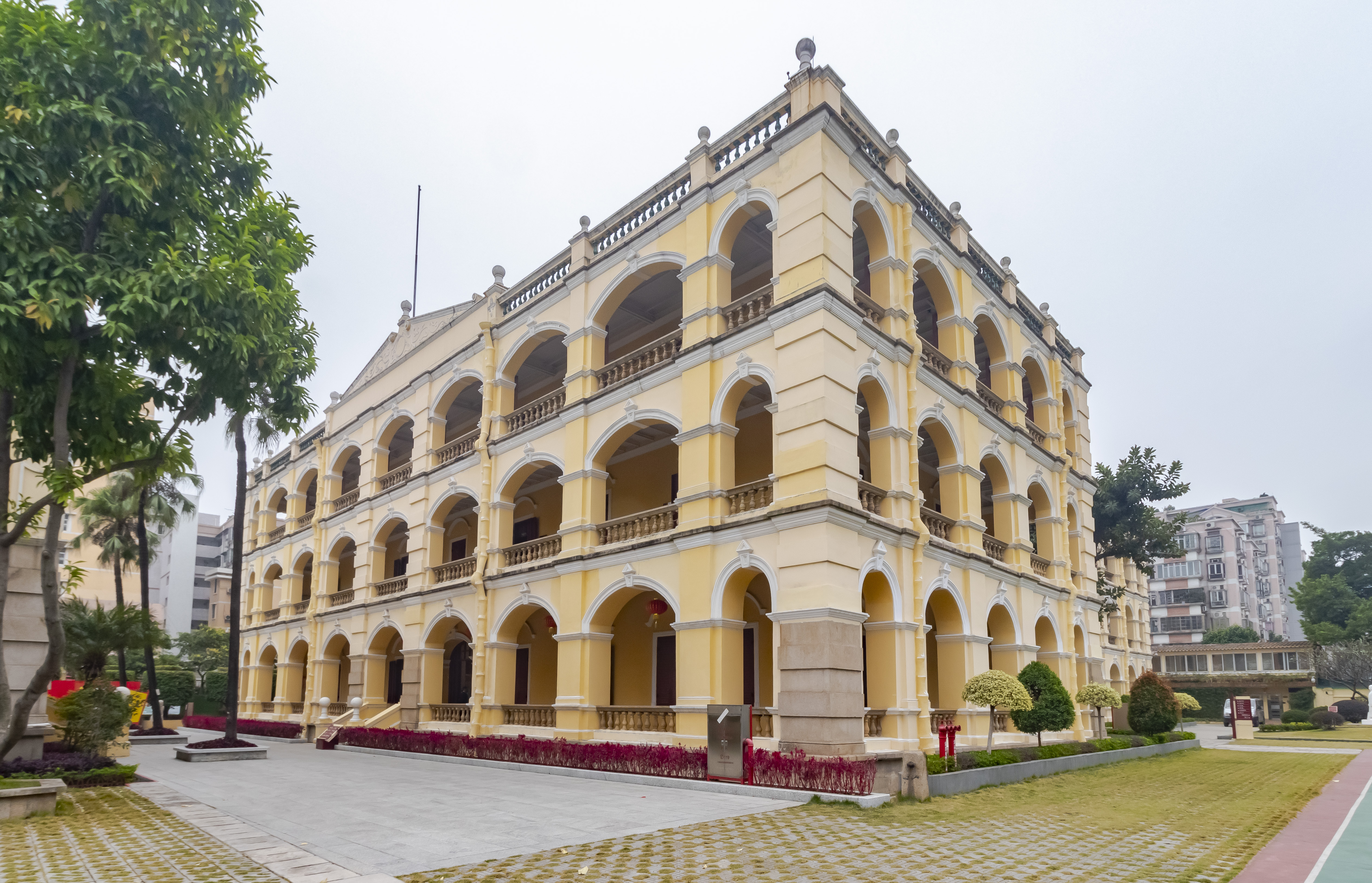
广州大元帅府北大楼侧面

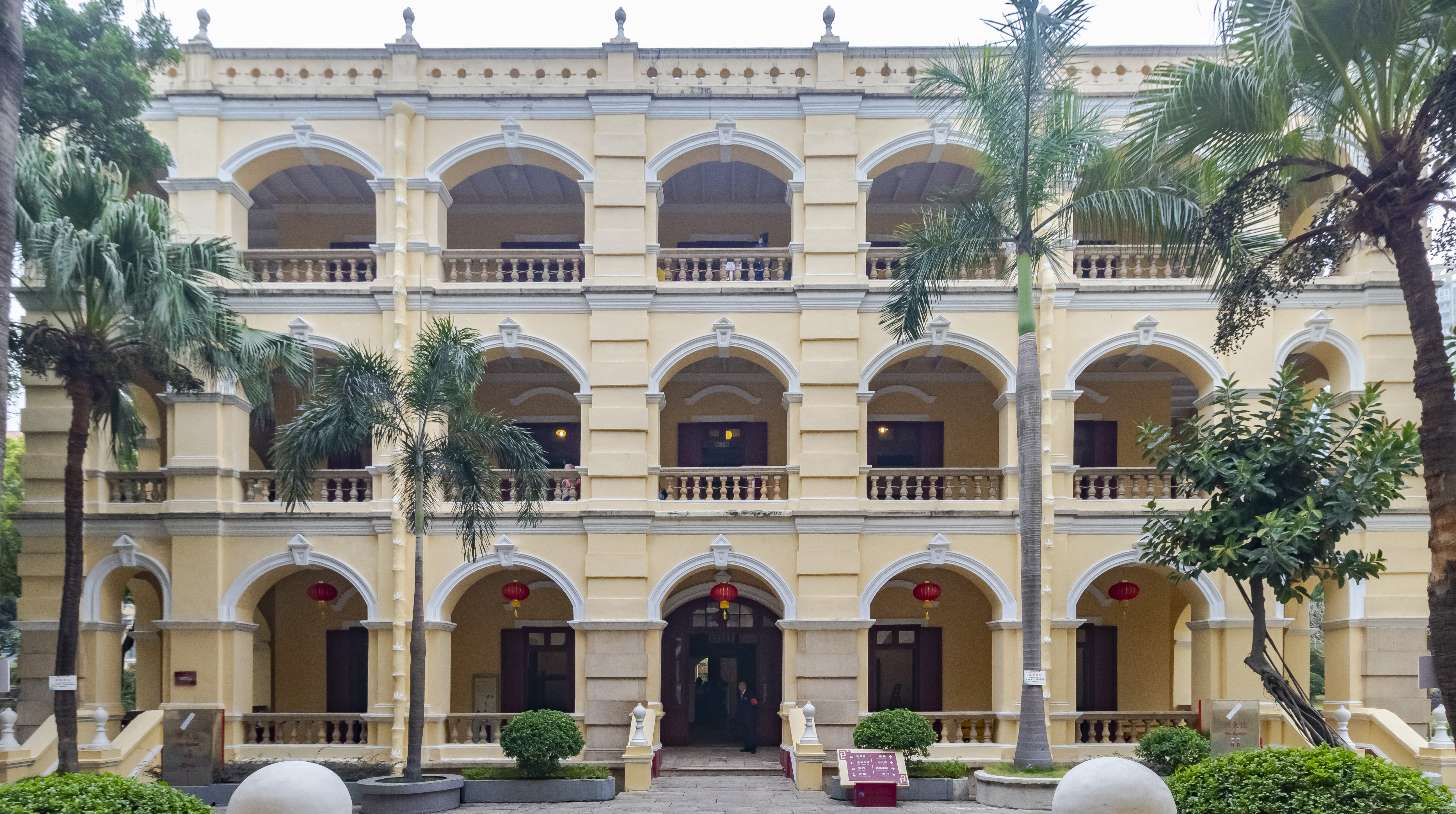
广州大元帅府北大楼正面

紀念館占地8020平方米，由南、北主體大樓，東、西廣場及大門樓組成。南北大樓以磚、木、石、鋼、混凝土建成。屬三層卷拱式西式風格建築，混入部分如節竹式排水管、百叶門窗、花瓶式護欄及騎樓等嶺南建築風格。
現在仍然保存大元帥府建立前廣東士敏土廠的花崗岩門樓，長3.85米、寬0.94米、厚0.13米。門額上刻有“廣東士敏土廠”的字樣，刻有纪年款“光绪丁未冬月”（1907年12月）。

## 設施和展覽

### 南樓
- 地下：參軍處、衛隊宿舍、武器庫、收發室、金庫、醫官室、值星副官室、通谒室
- 二樓：總參議室、參謀處、秘書處、大元帥府公報編輯發行室
- 三樓：會議室、孫中山辦公室、臥室、盥洗室、餐廳、小客房、无线電報室

### 北樓
北樓展廳主要展出孫中山三次在廣州建立政權中的細節。
- 第一展覽廳：北洋軍閥的統治、護法艦隊、軍政府的成立等
- 第二展覽廳：護法運動的過程與失敗
- 第三展覽廳：中華民國政府、討伐桂系軍閥等
- 第四展覽廳：陳炯明叛變、多媒體影視場景合成景觀“宋慶齡廣州脫險記”、20世紀20年代的廣州城市建設等
- 第五展覽廳：恢復和鞏固廣東革命根據地、陸海軍大元帥大本营組織機構、促進國共合作等
- 第六展覽廳：孫中山北上和逝世，中國共產黨三代領導人對孫中山歷史地位的評價等

## 交通
- 公共汽車：8、24、121、121A、131、182、B21、夜6（大元帥府站）；B5、11、16、24、59、65、91、93、112、129、182、220、222、264、276、285、299、551、968、夜16、夜42、夜102（江灣橋南站）
- 渡轮：大元帅府码头、紡織碼頭